# جواد العيسى
جواد محمد العيسى مولود في الأحساء، السعودية، هو لاعب كرة قدم سعودي يلعب كحارس مرمى لنادي العيون.

## مسيرة اللاعب
لعب في الفئات السنية في نادي هجر و لعب بعدها مع نادي نجد ونادي العمران ونادي الترجي ونادي القلعة ونادي العيون.